# 張敞 (遼東)
張 敞（ちょう しょう、生没年不詳）は、中国後漢末期の人物。公孫康の部下。

## 人物
公孫氏政権第二代の公孫康は、建安年中に、前漢が紀元前108年に朝鮮半島に設置した植民地である楽浪郡の南半分である屯有県以南を裂いて帯方郡を分置すると、公孫模、張敞らを三韓、濊の地に派遣して、これらを討伐させた。これによって以後三韓、濊は帯方郡に属するようになった。